# Триль (місто)
Триль (хорв. Trilj, італ. Treglia, лат. Pons Tiluri) — громада і місто у Хорватії, у внутрішній частині Далмації. Адміністративно належить до Сплітсько-Далматинської жупанії. Місто розташовано на південний схід від Сіня і на північний схід від Спліта.

## Історія
У районі міста Триль виявлено багато археологічних знахідок, що сягають своїм корінням мезоліту. Першою етнічною групою, що населяла цей район, було іллірійське плем'я Делматі. Люди з племені Делматі жили в городищах уздовж ліній сполучення, які пов'язували їхню столицю Делмініум (Delminium) з Адріатичним узбережжям. Сто п'ятдесят років запеклих боїв проти римлян (165 р. до н.е. - 9 р. нашої ери) закінчилися поразкою племені Делматі, після чого римляни збудували легіонну фортецю Тілуріум (Tilurium) на пагорбі над теперішнім містом Триль.

Як одне з наймолодших міст у Хорватії воно протягом багатьох років не відповідало вимогам до набуття статусу міста, але з включенням села Ведріне в межі міста і значного збільшення чисельності населення задовольнило умову про те, що місто в Хорватії повинно мати понад 5000 жителів, а інші умови, такі як пожежна станція, лікарня, поліційний відділок тощо Триль виконав із допомогою сусіднього міста Сінь. Нині як самостійне місто і важливий транспортний вузол з одним із найбільших мостів на річці Цетина Триль посів помітне місце серед населених пунктів мальовничої Далматинської Загори.

## Населення
Населення громади за даними перепису 2011 року становило 9109 осіб. Населення самого міста становило 2076 осіб.
Динаміка чисельності населення громади:
Динаміка чисельності населення міста:

## Населені пункти
Крім міста Триль, до громади також входять: 
- Бисько
- Будимир
- Чачвина
- Чапориці
- Гардун
- Граб
- Ябука
- Каменсько
- Кошуте
- Криводол
- Лют
- Нова Села
- Поди
- Роже
- Стризиреп
- Стрмендолаць
- Тіяриця
- Угляне
- Ведрине
- Велич
- Вивине
- Войнич Синьський
- Вощане
- Врабач
- Врполє

## Клімат
Середня річна температура становить 13,10°C, середня максимальна – 27,94°C, а середня мінімальна – -2,04°C. Середня річна кількість опадів – 893 мм.
| Клімат міста                                  | Клімат міста | Клімат міста | Клімат міста | Клімат міста | Клімат міста | Клімат міста | Клімат міста | Клімат міста | Клімат міста | Клімат міста | Клімат міста | Клімат міста | Клімат міста |
| Показник                                      | Січ.         | Лют.         | Бер.         | Квіт.        | Трав.        | Черв.        | Лип.         | Серп.        | Вер.         | Жовт.        | Лист.        | Груд.        |              |
| Середній максимум, °C                         | 9,44         | 10,77        | 14,10        | 17,76        | 22,24        | 26,03        | 27,94        | 27,92        | 23,15        | 18,36        | 12,87        | 9,93         |              |
| Середня температура, °C                       | 3,69         | 5,02         | 8,35         | 12,00        | 16,49        | 20,28        | 23,14        | 23,11        | 18,34        | 13,56        | 8,07         | 5,13         |              |
| Середній мінімум, °C                          | −2,04        | −0,72        | 2,60         | 6,26         | 10,75        | 14,52        | 18,33        | 18,32        | 13,54        | 8,77         | 3,28         | 0,34         |              |
| Норма опадів, мм                              | 76           | 66           | 71           | 76           | 61           | 60           | 41           | 54           | 77           | 98           | 115          | 98           |              |
| Середньомісячна швидкість вітру, м/с          | 2.39         | 2.72         | 2.88         | 2.70         | 2.41         | 2.16         | 2.17         | 2.02         | 2.22         | 2.28         | 2.74         | 2.73         |              |
| Середньомісячна сонячна радіація, кДж/м²·день | 5451         | 8223         | 11888        | 16256        | 20197        | 22767        | 24541        | 21562        | 16000        | 10422        | 5963         | 4654         |              |
| --------------------------------------------- | ------------ | ------------ | ------------ | ------------ | ------------ | ------------ | ------------ | ------------ | ------------ | ------------ | ------------ | ------------ | ------------ |
| Джерело:                                      |              |              |              |              |              |              |              |              |              |              |              |              |              |

## Економіка
До війни за незалежність чимало людей працювало на заводі «Цетинка» (Cetinka), який виготовляв пластикові вироби, а під час війни переорієнтувався на виробництво ручних гранат. З кінцем війни завод занепадає, при цьому деякі працівники отримують вихідну допомогу, а деякі ні. Нині населення зайнято у сфері надання туристичних послуг, у сільському господарстві та частково виробництві готової продукції для будівництва. У самому серці міста є понад десяток кафе, кілька ресторанів та готель Святого Міховіла.

## Туризм
Триль і навколишня місцевість стають з кожним роком дедалі популярнішими серед туристів. Район має багату історію і відкриває широкі можливості для пригод та активного відпочинку, зокрема таких його видів як риболовля на гірській річці Цетина, веслування на каное, рафтинг, каньйонінг, верхова їзда, їзда на велосипеді і піші мандрівки. 